# Bitwa pod Ujściem (1227)
Bitwa pod Ujściem (1227) – Na początku lat 20. XIII wieku książę Władysław Odonic uaktywnił działania polityczne i wojenne wymierzone przeciwko swemu stryjowi, księciu wielkopolskiemu Władysławowi Laskonogiemu. Wygnany wcześniej z Wielkopolski Odonic udał się na Pomorze Gdańskie na dwór Świętopełka II Pomorskiego, który pragnąc wyzwolić się z więzów zależności od księcia krakowskiego Leszka Białego, obiecał Odonicowi daleko idącą pomoc w odzyskaniu Wielkopolski.
Około roku 1223 Świętopełk wraz z Odonicem rozpoczęli działania wojenne w Wielkopolsce przeciwko Władysławowi Laskonogiemu, zajmując stopniowo obszary pograniczne. 9 września 1223 opanowali gród położony w północno-wschodniej Wielkopolsce – Ujście nad Notecią, a w listopadzie Nakło. Zdobyte grody były dla Odonica doskonałą bazą wypadową, skąd prowadził udane najazdy na ziemię mogileńską (1225) oraz ziemię kaliską (1226).
W roku 1227 Władysław Laskonogi postanowił rozprawić się z bratankiem. W tym też celu oddziały pod dowództwem wojewody Dobrogosta z Szamotuł podjęły próby zdobycia Ujścia. Odonicowi nie tylko udało się przetrwać oblężenie, ale dodatkowo śmiałym wypadem rozbił w dniu 15 lipca siły stryja. Podczas krwawych walk, zakończonych rzezią wojsk Władysława Laskonogiego, zginął wojewoda Dobrogost. Władysław Laskonogi zmuszony po porażce do odstąpienia Ujścia, wycofał się do Gniezna, natomiast Odonic mógł odzyskać swoją ojcowiznę przez zajęcie Kalisza i Poznania.

## Literatura
- Bronisław Nowacki Przemysł I wyd. WBP 2003, str. 79-80.
- Zygmunt Boras Książęta Piastowscy Wielkopolski wyd. Poznańskie 1983, str. 97-98.